# Galerija Niškog kulturnog centra
Galerija Niškog kulturnog centra jedan je od brojnih izložbenih prostora u ovom gradu, u državnom vlasništvu. Galerija se bavi organiziranjem izložbi iz oblasti likovnih umjetnosti, i drugi oblasti kulture, izdavanjem kataloga, promocijom i prodajom umjetničkih djela. Galeriju, pored izložbenog prostora čini i prodajni salon knjiga.
Galerija spada u posjećenije u Nišu. Na oko 15 do 20 izložbi godišnje iz oblasti likovne umjetnosti i drugih oblasti kulture, prosječan broj posjetitelja, po jednoj izložbi, je oko 500. Galerijom upravlja Niški kulturni centar, koji ima i svoje programsko vijeće.

## Položaj
Galerija Niškog kulturnog centra nalazi se u starom dijelu središnje četvrti Grada Niša, u po broju stanovnika najvećoj gradskoj općini Medijana u ulici Bulevar dr Zorana Đinđića 37. Smještena, je na uglu i u prizemlju novoizgrađene stambene zgrade. Galerijase svojim položajem i izgledom uklapa se u suvremeni izgled ovog niškog bulevara.
Lokacija objekta je, preko puta Niškog kliničkog centra, u neposrednom okruženju medicinskog i stomatološkog fakulteta, dvije najstarije niške gimnazije, srednje umjetničke i glazbene škole, i jedne od najstarijih osnovnih škola u Nišu, što ljubiteljima umjetnosti osigurava dobru pristupačnost a Galeriji stalnu posjećenost.

## Smještaj i opremljenost Galerije
Galerija je smještena je u jednoj razini od dva zasebna dijela, u arhitektonski reprezentativnom prostoru, namjenski izgrađenom za izložbene djelatnosti, a nešto kasnije i za prodaju književnih djela.

## Povjest
Niški kulturni centar kao gradska ustanova kulture osnovana je s kraja 20. stoljeća (1999) sa zadatkom organizirati koncepcijski različite programske sadržaje i fokusira se na najrazličitije aktualnosti iz književnog, glazbenog, filmskog i video, likovnog, kazališnog, obrazovnog i znanstveno-popularnog, ali i društvenog života grada, regije, zemlje i svijeta.
Zato u svom sastavu NKC ima i ovaj reprezentativni galerijski prostor namijenjen prije svega izložbenim ali i svim drugim kompleksnim programima iz oblasti kulture i umjetnosti.

## Zadatci
Glavni zadatci Galerije NKC je realizirati dobro strukturirane (ali i fleksibilne) likovne programe, a prije svega one koji djeluje kontinuirano i donose u Niš suvremene, inovativne umjetničke produkcije i njihove prezentacije.
Stalni program Galerije je organiziranjem izložbi dati potporu i stimulaciju prije svega mladim talentima koji stvaraju kako u klasičnim likovnim tehnikama, tako i u proširenim medijima i multimedijima.
Također, Galerija Niškog kulturnog centra posebnu pozornost poklanja održavanju izložbi i razvoju likovnog amaterizma kroz redovite godišnje izložbe udruga i istaknutih pojedinaca u ovom, ali i drugim galerijskim prostorima u njenoj nadležnosti.
Svoje zadaće Galerija NKC realizira u suradnji s vlastima Grada Niša, zaduženim za kulturu, Međunarodnim udruženjem "Palanski art", Galerijom SLU u Nišu, brojnim udrugama umjetnika iz Niša Srbije i inozemstva.

## Vanjske poveznice

### Sestrinski projekti
|  | Zajednički poslužitelj ima još gradiva o temi Gallery Cultural Center Nis |

### Mrežna mjesta
- (srp.) Službena stranica Galerije NKC